# Ben Davies (futbolista nacido en 1993)
Benjamin Thomas Davies (Neath, Gales, Reino Unido, 24 de abril de 1993), conocido simplemente como Ben Davies, es un futbolista británico que juega de defensa el Tottenham Hotspur F. C. de la Premier League de Inglaterra.

## Trayectoria

### Swansea City
Luego de pasar un tiempo con las divisiones inferiores y firmar un contrato de dos años con el Swansea City de la Premier League de Inglaterra, Davies hizo su debut con el primer equipo contra el West Ham United el 25 de agosto de 2012, entrando en el minuto 84 desde la banca en reemplazo de Neil Taylor en un partido que ganarían 3-0.
Davies se convirtió en un titular regular para el Swansea en la temporada 2012–13 luego de que el lateral izquierdo titular Neil Taylor sufriera una lesión grave que lo dejó fuera de las canchas por un periodo prolongado de tiempo.
El 23 de noviembre de 2012, Davies renovó contrato por tres años y medio con el club de Gales.
El 19 de enero de 2013, Davies anotó su primer gol para el Swansea frente al Stoke City en un partido en que ganarían 3-1. Al hacerlo, se convirtió en el jugador más joven del Swansea en anotar un gol en la Premier League. En septiembre de 2013, anotó su segundo y tercer gol en la liga, frente al West Bromwich y el Arsenal respectivamente.
El 24 de diciembre de 2013, Davies firmó una extensión de contrato por un año, la cual debería mantenerlo en el Swansea hasta junio de 2017.

### Tottenham Hotspur

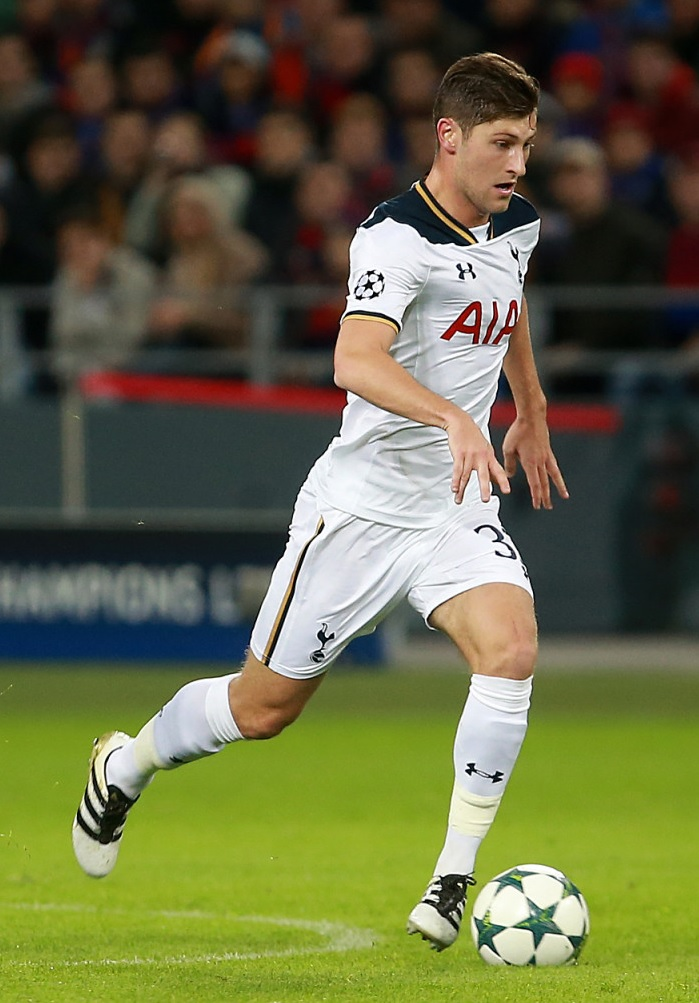
Davies con Tottenham en 2016.

El 23 de julio de 2014, Davies fichó por el Tottenham Hotspur por cinco años y una suma de dinero no especificada. Se unió al club de Londres el mismo día que su compañero de equipo en el Swansea Michel Vorm, mientras que Gylfi Sigurðsson fue intercambiado como parte del traspaso. Debutó con el club en la Premier League contra Liverpool el 31 de agosto.
Anotó su primer gol con el Tottenham el 8 de enero de 2017, en la llave de FA Cup contra el Aston Villa. Renovó su contrato con el club por cuatro años el 9 de marzo de 2017.

## Selección nacional
En septiembre de 2012, Davies fue convocado a la selección de fútbol de Gales para partidos clasificatorios para la Copa Mundial de Fútbol de 2014. Reemplazó a su compañero de equipo Neil Taylor, quien había sufrido una seria lesión en un partido de la Premier League frente al Sunderland. Hizo su debut con la selección en la victoria 2-1 sobre Escocia el 12 de octubre de 2012.

## Estadísticas

### Clubes
Actualizado al último partido disputado el 25 de mayo de 2025.
| Club                               | Div.          | Temporada     | Liga  | Liga  | Copas nacionales | Copas nacionales | Copas internacionales | Copas internacionales | Total | Total |
| Club                               | Div.          | Temporada     | Part. | Goles | Part.            | Goles            | Part.                 | Goles                 | Part. | Goles |
| ---------------------------------- | ------------- | ------------- | ----- | ----- | ---------------- | ---------------- | --------------------- | --------------------- | ----- | ----- |
| Swansea City A. F. C. Gales        | 1.ª           | 2012-13       | 37    | 1     | 7                | 0                | —                     | —                     | 44    | 1     |
| Swansea City A. F. C. Gales        | 1.ª           | 2013-14       | 34    | 2     | 0                | 0                | 7                     | 0                     | 41    | 2     |
| Swansea City A. F. C. Gales        | Total club    | Total club    | 71    | 3     | 7                | 0                | 7                     | 0                     | 85    | 3     |
| Tottenham Hotspur F. C. Inglaterra | 1.ª           | 2014-15       | 14    | 0     | 6                | 0                | 9                     | 0                     | 29    | 0     |
| Tottenham Hotspur F. C. Inglaterra | 1.ª           | 2015-16       | 17    | 0     | 2                | 0                | 8                     | 0                     | 27    | 0     |
| Tottenham Hotspur F. C. Inglaterra | 1.ª           | 2016-17       | 23    | 1     | 6                | 1                | 5                     | 0                     | 34    | 2     |
| Tottenham Hotspur F. C. Inglaterra | 1.ª           | 2017-18       | 29    | 2     | 4                | 0                | 5                     | 0                     | 38    | 2     |
| Tottenham Hotspur F. C. Inglaterra | 1.ª           | 2018-19       | 27    | 0     | 4                | 0                | 9                     | 0                     | 40    | 0     |
| Tottenham Hotspur F. C. Inglaterra | 1.ª           | 2019-20       | 18    | 0     | 1                | 0                | 3                     | 0                     | 22    | 0     |
| Tottenham Hotspur F. C. Inglaterra | 1.ª           | 2020-21       | 20    | 0     | 5                | 1                | 13                    | 0                     | 38    | 1     |
| Tottenham Hotspur F. C. Inglaterra | 1.ª           | 2021-22       | 29    | 1     | 8                | 0                | 6                     | 0                     | 43    | 1     |
| Tottenham Hotspur F. C. Inglaterra | 1.ª           | 2022-23       | 31    | 2     | 2                | 0                | 7                     | 0                     | 40    | 2     |
| Tottenham Hotspur F. C. Inglaterra | 1.ª           | 2023-24       | 17    | 1     | 2                | 0                | —                     | —                     | 19    | 1     |
| Tottenham Hotspur F. C. Inglaterra | 1.ª           | 2024-25       | 17    | 0     | 3                | 0                | 8                     | 0                     | 28    | 0     |
| Tottenham Hotspur F. C. Inglaterra | Total club    | Total club    | 242   | 7     | 43               | 2                | 73                    | 0                     | 358   | 9     |
| Total carrera                      | Total carrera | Total carrera | 313   | 10    | 50               | 2                | 80                    | 0                     | 443   | 12    |
| 1. 2.                              |               |               |       |       |                  |                  |                       |                       |       |       |

### Selección nacional
| Absoluta Gales | 2012  | -  | - | 2  | 0 | - | - | 2  | 0 |
| Absoluta Gales | 2013  | 3  | 0 | 4  | 0 | - | - | 7  | 0 |
| Absoluta Gales | 2014  | 1  | 0 | 2  | 0 | - | - | 3  | 0 |
| Absoluta Gales | 2015  | 1  | 0 | 5  | 0 | - | - | 6  | 0 |
| Absoluta Gales | 2016  | 2  | 0 | 8  | 0 | - | - | 10 | 0 |
| Absoluta Gales | 2017  | 2  | 0 | 6  | 0 | - | - | 8  | 0 |
| Absoluta Gales | 2018  | 4  | 0 | 3  | 0 | - | - | 7  | 0 |
| Absoluta Gales | 2019  | 1  | 0 | 8  | 0 | - | - | 9  | 0 |
| Absoluta Gales | 2020  | 1  | 0 | 5  | 0 | - | - | 6  | 0 |
| Absoluta Gales | 2021  | 3  | 0 | 8  | 1 | - | - | 11 | 1 |
| Absoluta Gales | 2022  | -  | - | 5  | 0 | 3 | 0 | 8  | 0 |
| Absoluta Gales | 2023  | 2  | 1 | 5  | 0 | - | - | 7  | 1 |
| Absoluta Gales | 2024  | -  | - | 8  | 0 | - | - | 8  | 0 |
| Absoluta Gales | 2025  | -  | - | 4  | 1 | - | - | 4  | 1 |
| Absoluta Gales | Total | 20 | 1 | 73 | 2 | 3 | 0 | 96 | 3 |
| (1) Incluye los partidos de la clasificación Mundial (2014, 2018, 2022, 2026), clasificación Eurocopa (2016, 2020, 2024), Eurocopa (2016, 2020), Liga de Naciones de la UEFA (2018-19, 2020-21). (2) Incluye los partidos de la Copa Mundial de Fútbol de 2022. |       |    |   |    |   |   |   |    |   |

## Palmarés

### Campeonatos nacionales
| Título                        | Club                  | País       | Año     |
| ----------------------------- | --------------------- | ---------- | ------- |
| Copa de la Liga de Inglaterra | Swansea City A. F. C. | Inglaterra | 2012-13 |

### Campeonatos internacionales
| Título                 | Equipo                  | Sede   | Año     |
| ---------------------- | ----------------------- | ------ | ------- |
| Liga Europa de la UEFA | Tottenham Hotspur F. C. | Bilbao | 2024-25 |